# 郭鶴年家族
郭鶴年家族祖籍福建福州，郭鶴年父親郭欽鑑早年從中國來到馬來西亞南端謀生，曾當過店員，開過咖啡店，其後創辦東昇公司，轉營米糧及糖的生意。其後郭鶴年的郭氏兄弟公司投資糖業致富，贏得「亞洲糖王」之名。1963年進軍香港，開始在香港投資地產，酒店及傳媒等業務。

## 家族成員
- 大伯郭钦錚[1]
- 二伯郭钦暖[1]
  - 長子郭鶴青，新山中華商會首任主席[1][2]
- 三伯郭钦端？—1943[3]=林三妹[1]
  - 長子新山聞人丹斯里郭鶴堯1916—2012[2][4]、郭鶴鳴[1]
  - 女兒郭芝珊、郭碧湖、郭碧娟、郭文卿、郭淑卿[1]
- 四伯郭钦仁[1]
  - 長子郭鶴璟，豐盛港中華商會發起人之一[1][2]
    - 长子郭孔辉，中国工程院院士 [5]
- 五伯郭钦寶[1]
  - 郭鶴瑞，曾任豐盛港中華商會主席[1]，两子两女[6]
    - 郭孔豐1947—，主管丰益国际、益海嘉里[6]
      - 共四名子女[7]
      - 三子郭孟儒1988—，新加坡BandLab科技有限公司（英语：BandLab Technologies）创始人兼首席执行官，暨中国瑞立丰益电子设备安装（上海）有限公司及瑞立上海贸易有限公司两家公司的董事长，并拥有新加坡本地吉他经销商Swee Lee Music。[7][8][9]
      - Kuok Meng Han[10]

    - 郭孔盛[6]

父親郭欽鑑？—1948
- 母親鄭格如1900—1995[1][2]
  - 郭鶴舉（Philip Kuok）1921—2003＝謝碧蓮[1][12]
    - 长子郭孔辅，主要管理电视、广播等公司以及家族在菲律宾的企业[13][12]
    - 次子郭孔錀，主管嘉里房地产有限公司。[13][12]
    - 女儿郭安康[6]
      - Jeremy Goon Kin Wai，丰益国际首席可持续发展员（英语：Chief sustainability officer）[10][14]

    - 女儿郭炎康=刘泰丰（Richard Liu），主管嘉里贸易公司（Kerry Trading）及嘉里饮料公司（Kerry Beverages）。[6][13][12][15]

  - 郭鶴齡（William Kuok）1922—1953，以Quok Peng Chen之名任《Demoncrat》（吉隆坡馬共退伍軍人會所出版的英文報）主要編撰人，《Demoncrat》停刊後參加馬來亞民主同盟，起草《人民憲章建議》，民主同盟解散後隨馬來亞共產黨進入森林武裝鬥爭，1953年10月死於英軍於彭亨森林的剿共突襲。[1][6][16]
  - 郭鶴年1923—（Robert Kuok）[1]＝謝碧蓉（Joyce）[11]、何寶蓮（Pauline）[11]，兩段婚姻共8名子女[17]
    - 大房謝碧蓉
      - 郭孔丞（Beau）1947—=本田由美子，2009年离婚[10][18][19][20]
      - 郭孔演（Ean）1955—=Kuok Cheng Sui[10][8][18]
        - 郭孟维（Kuok Meng Wei）1984—，K2董事总经理兼首席执行官[10][21][22]
        - 郭孟雄Kuok Meng Xiong[8]
        - 郭孟浚=陈雅思，2016年香港小姐季军[23]

      - 郭敏光（Ruth）=Paul Leese，现居澳洲。[19][10][24]
        - 女儿Alexandra Kuok Leese1988—，现居英国伦敦(摄影师）。[10][25]
        - 女儿Samantha Kuok Leese，现居澳大利亞悉尼 (记者）。[10][26]

      - 郭绮光（Jill）=Sanford Friedman，福德瑞大学（英语：Devry University）教授，两人现居美国夏威夷檀香山。[19][10][27][28]
        - 儿子John Friedman，现居新加坡[10][29]
          - 三子一女[10]

        - 女儿Lea Woods Almanza=Joshua Almanza，现居夏威夷[10][30]
          - 儿子Jacob2009—[30]
          - 女儿Maria2011—[30]

      - 郭璇光（Sue，婚后为Suraya Abdullah）=拉希德·侯赛因（英语：Rashid Hussain）1946—，马来西亚兴业银行（英语：RHB Bank）创办人，具有父系阿拉伯及母系马来血统，两人1989年结婚。[19][10][31][32]
        - 数名子女[33]

    - 二房何寶蓮，三名子女[18]
      - 儿子郭孔华1979—[34][35]，2019年4月任嘉里物流联网主席[36]，後來又擔任香港嘉里控股董事长。[37]
      - 女儿郭惠光1978—[35]=吴继霖，香港南联实业创办人周文轩外孙、周文轩次女周薇青之子[8]
      - 郭燕光（Yen）1990—[38]
- 小妾[39]
  - 三个子女[39]

## 外部連結
- 嘉里建設有限公司 （页面存档备份，存于）
- 郭鶴年 - 人物百科 （页面存档备份，存于）